# Кубертавичюс, Пятрас
Пятрас Кубертавичюс (22 июня 1897 — 14 февраля 1964) — литовский советский актёр и режиссёр. Народный артист Литовской ССР (1959). Один из основоположников литовского профессионального театра.

## Биография
Родился 22 июня 1897 года в деревне Вартай Сувалкской губернии Российской империи (ныне Мариямпольский уезд Литвы).
На сцене с 1916 года — играл в Петрограде в драматической студии Юозаса Вайчкуса, с которой в 1918 году переехал в Вильнюс.
В 1920—1952 годах — актёр в Каунасском государственном драматическом театре.
С 1924 года выступал как режиссёр. С 1936 года вёл педагогическую работу в театральных студиях.
В 1952—1959 годах — актёр Каунасского театра юного зрителя.
В 1959—1963 годах — снова в Каунасском государственном драматическом театре.
Умер 14 февраля 1964 года в Вильнюсе, похоронен на Пятрашюнском кладбище Каунаса.
Жена — актриса Антанина Вайнюнайте.

## Творчество
Сыграл десятки театральных ролей.
Единственная роль в кино — в фильме «Когда сливаются реки» 1961 года.
Режиссёр спектаклей: драма «Отец» Юозаса Грушаса (1944), драма «Поют петухи» Юозаса Балтушиса (1948 и 1958), трагедия «Блудный сын» Рудольфа Блаумана (1957).

Актёр глубокого интеллекта, Кубертавичюс обладает большим сценическим темпераментом. Его сценические образы отличаются глубиной мысли, реалистичностью, выразительностью, динамикой. Играл преимущественно героические роли. Особым успехом пользовался в историческом репертуаре.— Театральная энциклопедия

## Память
В 1987 году на доме в Каунасе, в котором жил актёр и его жена, была установлена мемориальная доска. В 2007 году доска была заменена — из неё было убрано указание, что в доме «жили Народные артисты Литовской ССР» и указано просто: «жили известные актёры».